# Departament de Retalhuleu
El departament de Retalhuleu està situat a la regió Sud Occidental de Guatemala. Limita al Nord amb el departament de Quetzaltenango, al sud amb l'oceà Pacífic, a l'est amb Suchitepéquez; i a l'oest amb el departament de San Marcos. La capçalera departamental es troba a una distància de 190 quilòmetres de la ciutat de Guatemala. Retalhuleu posseeix un clima càlid tot l'any, ja que les seves temperatures van dels 22 als 34 °C.

## Història
La seva etimologia sembla provenir de les veus quitxés retal 'senyal', hul que significa clot i uleu que significa terra, la qual cosa vol dir clot a la terra, amb els elements de l'idioma quitxé, podem dir que això es tradueix en Senyal de la Terra. Hi ha també la llegenda bastant generalitzada però sense confirmació històrica coneguda, que havent sol·licitat els indígenes al conqueridor Pedro de Alvarado que delimités les seves terres, aquest se situà en un punt, va requerir la seva espasa i amb la mateixa va traçar un senyal en l'aire per dividir així les terres. S'ha dit que Alvarado va assenyalar a la dreta tot el territori mam i a l'esquerra el territori quitxé, el límit del qual queda justament en el riu Nil, prop de l'actual capçalera departamental de Retalhuleu.

## Idiomes
L'idioma oficial és el castellà. Ancestralment els seus habitants s'han comunicat en kitxé, idioma que persisteix en la parla dels nadius maiess, sobretot en municipis com a San Andrés Vila Seca, San Felipe Retalhuleu, San Martín Zapotitlán, San Sebastián i Santa Cruz Muluá.

## Divisió administrativa
El departament de Retalhuleu està dividit en 9 municipis i aquests són:
1. Champerico
2. El Asintal
3. Nuevo San Carlos
4. Retalhuleu
5. San Andrés Villa Seca
6. San Martín Zapotitlán
7. San Felipe
8. San Sebastián
9. Santa Cruz Muluá